# Victor Orthophonic Victrola

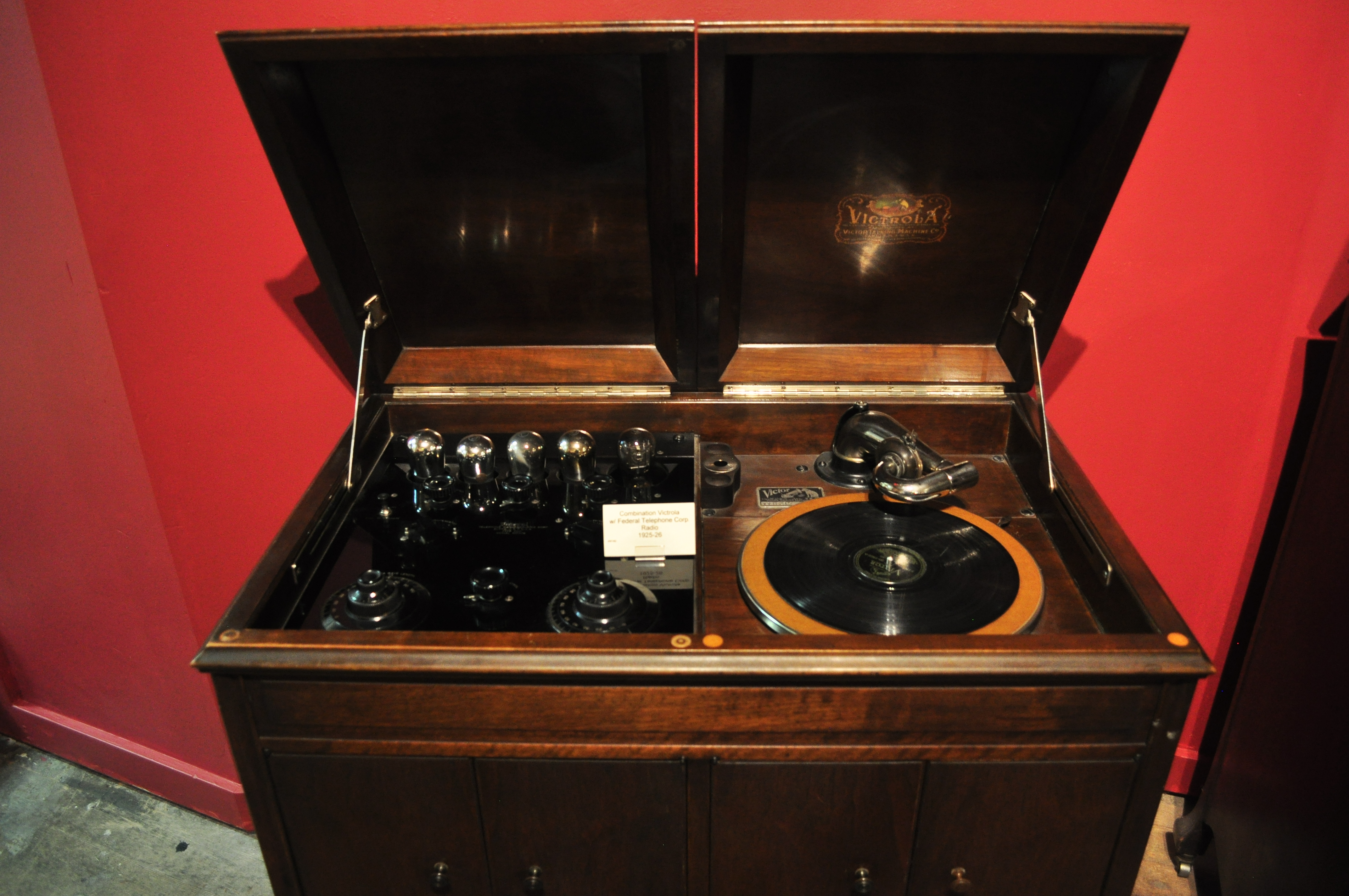
Interior de una Radio-Victrola (1925)

El Victor Orthophonic Victrola, presentado públicamente por primera vez en 1925, fue el primer fonógrafo de consumo diseñado específicamente para reproducir discos fonográficos grabados eléctricamente, y sería reconocido de inmediato como un gran paso adelante en la reproducción de sonido.

## Historia

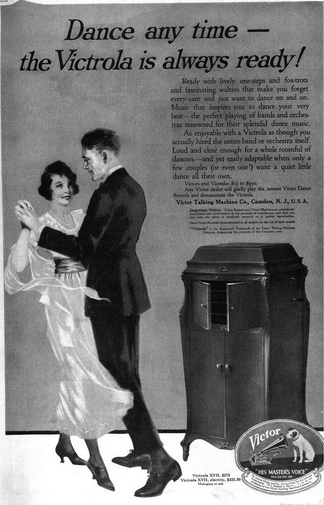
Anuncio de la Victrola de 1919

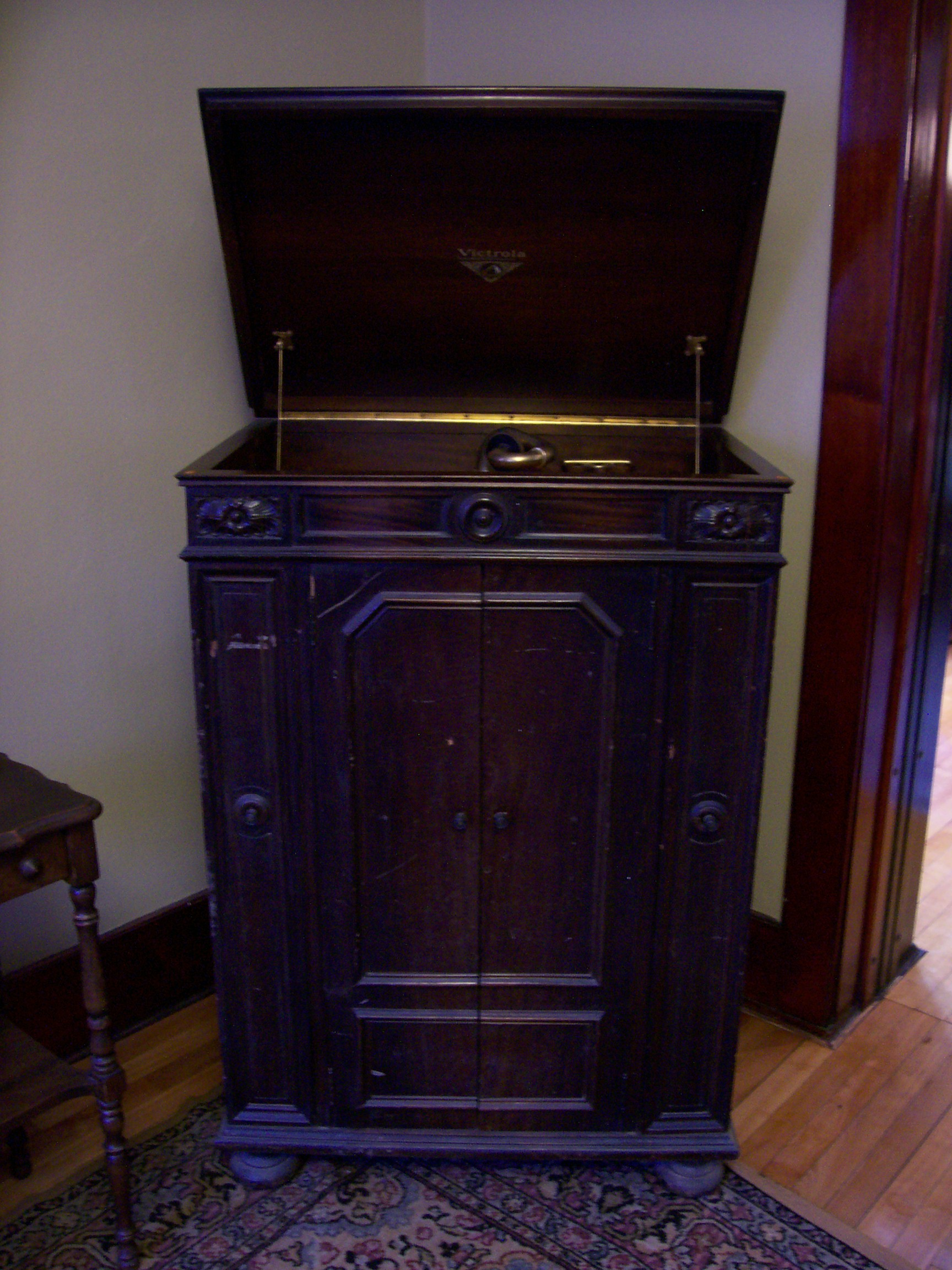
Victrola Ortofónica "Credenza"

La grabación eléctrica fue desarrollada por Western Electric, aunque Orlando R. Marsh, propietario y fundador de Autograph Records, ya había desarrollado con anterioridad un primitivo sistema de grabación eléctrico. Western Electric ofreció su proceso a las dos principales compañías discográficas, Victor y Columbia, que inicialmente no estaban dispuestas a adoptarlo porque se dieron cuenta de que dejaría obsoletos todos sus catálogos de discos existentes. Sin embargo, la sed de ingresos de la industria discográfica causada por la proliferación de nuevos medios como la radio, pronto obligarían a Victor y a Columbia a comenzar sus pruebas con la grabación eléctrica de forma experimental.
El diseño del Orthophonic estuvo influido por los progresos en las teorías sobre la telefonía y la transmisión alámbrica, siendo desarrollado por dos investigadores de la Western Electric, Joseph Maxfield y H. Harrison. Las primeras grabaciones eléctricas producían un sonido sin matices en los fonógrafos acústicos de la época, un dispositivo que había evolucionado por un proceso de prueba y error, en el que primaba una  respuesta tonal "coloreada" y con las frecuencias más altas enfatizadas. Los investigadores habían inventado la bocina exponencial, y dándose cuenta de que necesitaba medir nueve pies para reproducir las frecuencias más bajas de los nuevos discos, diseñaron un método para poder "plegarla" en un mueble de un tamaño razonable. El diseño de Victor, el "Orthophonic" Victrola, estuvo listo para su lanzamiento en el otoño de 1925.
Su primera demostración pública se realizó para el The New York Times, cuyo cronista escribió:

La audiencia rompió a aplaudir... John Philip Sousa [dicho] "Señor [sic], esto es una banda. Es la primera vez que he oído música con alma reproducida por una máquina." ... El nuevo aparato es una hazaña  de las matemáticas y la física. No es el resultado de experimentos innumerables, habiendo sido ideado en unos planos antes de ser construido en un laboratorio.... La nueva máquina tiene una gama de 100 a 5000 frecuencias [sic], o cinco octavas y media.... El "tono de fonógrafo" ha quedado eliminado por el nuevo proceso de registro y de reproducción.

Un anuncio del almacén Wanamaker del 31 de octubre de 1925, invitaba al público a acudir al  "Salon de Música de Wanamaker" y "unirse a la multitud" que va a  "OIR el nuevo Orthophonic Victrola de Victor . . . . imaginando estar ante los intérpretes . . . . abriendo los ojos incrédulos" y prometiéndose que "¡nunca lo olvidarán aunque vivan cien años!"
Un historiador lo comenta así:

Lreproducir uno de los nuevos discos en un Orthophonic fue un revelación para los oyentes acostumbrados a la reproducción acústica: el radical aumento del volumen, la claridad de los sonidos sibilantes, y lo mejor de todo, la reproducción asombrosa de las notas graves. El Orthophonic se convirtió en un estándar en la reproducción de sonido. Respaldado por una publicidad que acertadamente señalaba que su sonido era muy superior al de cualquier otro fonógrafo,  se vendió muy bien.

Como parte de una campaña publicitaria, Victor denominó el día 2 de noviembre de 1925 como el "Victor Day", y en unos pocos días, la compañía había sido "inundada con pedidos cuyo importe superaba los 20 millones de dólares."

## Modelos

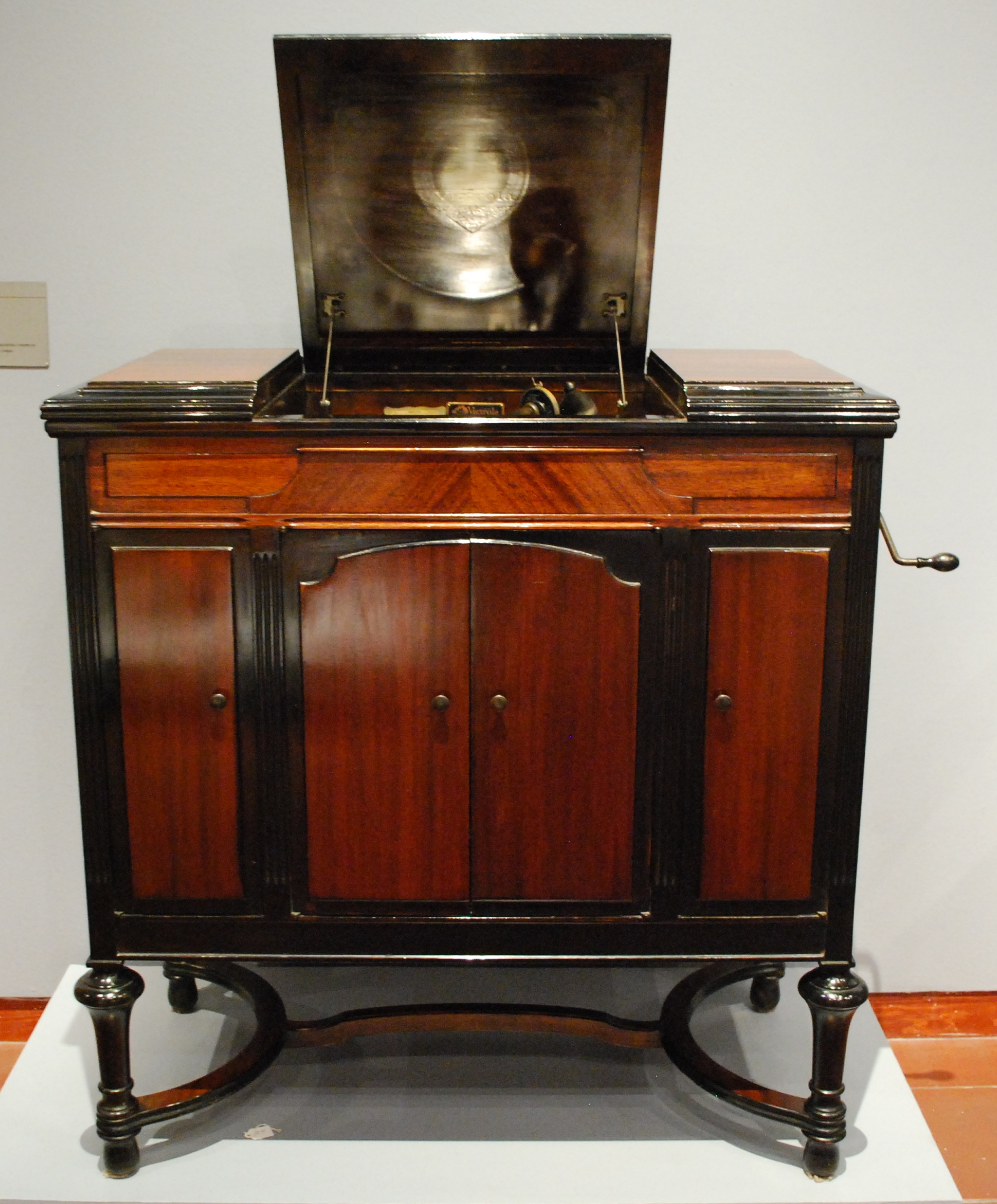
Vitrola modelo W440

Los precios variaban entre los 95 dólares (≈1400 dólares en 2020) y los 300, según la calidad del mueble de madera. Las "Victrolas con Radiola" costaban 375 dólares, e incorporaban un "sintonizador de radio Radiola de cinco válvulas de vacío con reproducción ortofónica." El "Victrola-Electrola" costaba 650 dólares, e incorporaba una "válvula de doble paso" que permitía utilizar "tanto la reproducción ortofónica como la eléctrica".  Por último, el "Orthophonic Victrola-Radiola y Electrola" de 1000 dólares, contaba además con un "sintonizador Radiola Super-Heterodyne[sic] de ocho válvulas de tubo".
Los entusiastas de la música de baile no quedaron impresionados inicialmente, y de hecho, seguían disfrutando con la coloración tonal de los discos acústicos.  Sería la afición a la música clásica la que disparó las ventas del nuevo dispositivo.
El Orthophonic sería reconocido en seguida como un símbolo de estatus social. El padre del pianista Liberace, por ejemplo, aunque estaba desempleado, mantuvo la imagen de artista que tenía de sí mismo, "siendo el propietario del mejor tocadiscos disponible, un 'muy especial' Orthophonic Victrola."
A comienzos de la década de 1950, el recuerdo del Orthophonic estaba lo suficientemente fresco como para que RCA Victor utilizara el nombre "New Orthophonic" para su proceso de registro mejorado y para la línea de discos de alta-fidelidad de larga duración. Así mismo, unos años después utilizó el nombre "Stereo-Orthophonic" para sus  celebrados discos "Living Stereo".

## Nota sobre el término "ortofónico"
El término "ortofónico" había sido utilizado anteriormente para denominar la terapia del habla. Por ejemplo, un libro de 1870 menciona a un terapeuta que "ideó una serie de  ejercicios ortofónicos para restaurar la armonía entre la acción de los nervios y los órganos de articulación."